# Copa Libertadores de Fútbol Playa 2024
La Copa Libertadores de Fútbol Playa 2024 fue la séptima edición del máximo torneo de clubes de fútbol playa de Sudamérica realizado en Luque, Paraguay. Fue organizado por la Confederación Sudamericana de Fútbol (Conmebol) en colaboración con la Asociación Paraguaya de Fútbol (APF).
El torneo se jugó del 1 al 8 de diciembre de 2024 en el Estadio Mundialista Los Pynandi.

## Equipos participantes
Doce equipos calificaron para participar; cada campeón nacional de liga de las diez naciones sudamericanas que son miembros de Conmebol, más un club adicional del país anfitrión y los campeones defensores.
| País                                          | Equipo                                       | Vía de clasificación |
| --------------------------------------------- | -------------------------------------------- | --- |
| Argentina 1 cupo                              | Acassuso                                     | Campeón del Campeonato de Fútbol Playa AFA 2024 |
| Bolivia 1 cupo                                | Palma Verde                                  | Ganador del Torneo Nacional de Fútbol Playa 2024 |
| Brasil 1 cupo                                 | Vasco da Gama                                | Campeón de la Super Copa do Brasil 2024 |
| Chile 1 cupo                                  | Camba Pizzero                                | Campeón del Campeonato Nacional de Fútbol Playa 2024 |
| Colombia 1 cupo                               | Antioquia                                    | Campeón del Torneo Nacional de Fútbol Playa FCF 2024 |
| Ecuador 1 cupo                                | Playas FC                                    | Ganador del Campeonato Nacional de Fútbol Playa 2024 |
| Paraguay 1 cupo + Anfitrión + Campeón vigente | San Antonio Sportivo Luqueño 24 de Setiembre | Campeón de la Copa Libertadores de Fútbol Playa 2023 Campeón de la Superliga APF de Fútbol Playa 2024 Subcampeón de la Superliga APF de Fútbol Playa 2024 |
| Perú 1 cupo                                   | Ferrocarril BS                               | Campeón del Torneo de Primera División de Fútbol Playa 2024                                                                                               |
| Uruguay 1 cupo                                | Cerrito                                      | Ganador del Campeonato Uruguayo de Fútbol Playa 2024 |
| Venezuela 1 cupo                              | Centauros                                    | Campeón de la Liga FUTVE Playa 2024 |

## Fase de grupos
El sorteo de la fase de grupos se llevó a cabo el 11 de noviembre de 2024 en la sede la Conmebol en Luque, Paraguay, y quedó de la siguiente manera:

*Todos los horarios corresponden al horario de verano de Paraguay, UTC-03:00.

### Grupo A
| Equipo        | Pts. | PJ | PG | PG+ | PGP | PP | GF | GC | Dif. |
| ------------- | ---- | -- | -- | --- | --- | -- | -- | -- | ---- |
| Vasco da Gama | 9    | 3  | 3  | 0   | 0   | 0  | 28 | 5  | 23   |
| San Antonio   | 6    | 3  | 2  | 0   | 0   | 1  | 12 | 9  | 3    |
| Cerrito       | 1    | 3  | 0  | 0   | 1   | 2  | 7  | 21 | -14  |
| Playas FC     | 0    | 3  | 0  | 0   | 0   | 3  | 7  | 19 | -12  |

| 1 de diciembre de 2024 | Vasco da Gama | 13:1 | Cerrito | Estadio Los Pynandi, Luque |  |

| 1 de diciembre de 2024 | San Antonio | 6:1 | Playas FC | Estadio Los Pynandi, Luque |  |

| 2 de diciembre de 2024 | Vasco da Gama | 10:3 | Playas FC | Estadio Los Pynandi, Luque |  |

| 2 de diciembre de 2024 | Cerrito | 3:5 | San Antonio | Estadio Los Pynandi, Luque |  |

| 3 de diciembre de 2024 | Playas FC | 3:3 (t. s.)(1:3 p.) | Cerrito | Estadio Los Pynandi, Luque |  |

| 3 de diciembre de 2024 | San Antonio | 1:5 | Vasco da Gama | Estadio Los Pynandi, Luque |  |

### Grupo B
| Equipo          | Pts. | PJ | PG | PG+ | PGP | PP | GF | GC | Dif. |
| --------------- | ---- | -- | -- | --- | --- | -- | -- | -- | ---- |
| 24 de Setiembre | 6    | 3  | 2  | 0   | 0   | 1  | 12 | 9  | 3    |
| Centauros       | 4    | 3  | 1  | 0   | 1   | 1  | 11 | 11 | 0    |
| Ferrocarril BS  | 3    | 3  | 1  | 0   | 0   | 2  | 10 | 12 | -2   |
| Camba Pizzero   | 2    | 3  | 0  | 1   | 0   | 2  | 13 | 14 | -1   |

| 1 de diciembre de 2024 | Centauros | 5:6 (t. s.) | Camba Pizzero | Estadio Los Pynandi, Luque |  |

| 1 de diciembre de 2024 | Ferrocarril BS | 3:5 | 24 de Setiembre | Estadio Los Pynandi, Luque |  |

| 2 de diciembre de 2024 | Camba Pizzero | 3:4 | Ferrocarril BS | Estadio Los Pynandi, Luque |  |

| 2 de diciembre de 2024 | Centauros | 2:2 (t. s.)(5:4 p.) | 24 de Setiembre | Estadio Los Pynandi, Luque |  |

| 3 de diciembre de 2024 | Ferrocarril BS | 3:4 | Centauros | Estadio Los Pynandi, Luque |  |

| 3 de diciembre de 2024 | 24 de Setiembre | 5:4 | Camba Pizzero | Estadio Los Pynandi, Luque |  |

### Grupo C
| Equipo           | Pts. | PJ | PG | PG+ | PGP | PP | GF | GC | Dif. |
| ---------------- | ---- | -- | -- | --- | --- | -- | -- | -- | ---- |
| Sportivo Luqueño | 9    | 3  | 3  | 0   | 0   | 0  | 16 | 9  | 7    |
| Antioquia        | 4    | 3  | 1  | 0   | 1   | 1  | 9  | 12 | -3   |
| Palma Verde      | 3    | 3  | 1  | 0   | 0   | 2  | 12 | 13 | -1   |
| Acassuso         | 0    | 3  | 0  | 0   | 0   | 3  | 13 | 16 | -3   |

| 1 de diciembre de 2024 | Antioquia | 3:3 (t. s.)(4:3 p.) | Acassuso | Estadio Los Pynandi, Luque |  |

| 1 de diciembre de 2024 | Sportivo Luqueño | 4:2 | Palma Verde | Estadio Los Pynandi, Luque |  |

| 2 de diciembre de 2024 | Antioquia | 4:3 | Palma Verde | Estadio Los Pynandi, Luque |  |

| 2 de diciembre de 2024 | Acassuso | 5:6 | Sportivo Luqueño | Estadio Los Pynandi, Luque |  |

| 3 de diciembre de 2024 | Palma Verde | 7:5 | Acassuso | Estadio Los Pynandi, Luque |  |

| 3 de diciembre de 2024 | Sportivo Luqueño | 6:2 | Antioquia | Estadio Los Pynandi, Luque |  |

### Clasificación de los terceros colocados
| Equipo         | Pts. | PJ | PG | PG+ | PGP | PP | GF | GC | Dif. |
| -------------- | ---- | -- | -- | --- | --- | -- | -- | -- | ---- |
| Palma Verde    | 3    | 3  | 1  | 0   | 0   | 2  | 12 | 13 | -1   |
| Ferrocarril BS | 3    | 3  | 1  | 0   | 0   | 2  | 10 | 12 | -2   |
| Cerrito        | 1    | 3  | 0  | 0   | 1   | 2  | 7  | 21 | -14  |

## Fase final

### Disputa del undécimo lugar
| 6 de diciembre de 2023 | Acassuso | 3:2 | Playas FC | Estadio Los Pynandi, Luque |  |

### Disputa del noveno lugar
| 6 de diciembre de 2023 | Cerrito | 6:6 (t. s.)(3:2 p.) | Camba Pizzero | Estadio Los Pynandi, Luque |  |

### Cuadro general
|  | Quinto puesto  | Quinto puesto  |                  |   | Semifinales 5.º - 8.º puesto | Semifinales 5.º - 8.º puesto |               |   | Cuartos de final | Cuartos de final |                 |   | Semifinales   | Semifinales   |  |  | Final | Final |
|  |                |                |                  |   |                              |                              |               |   |                  |                  |                 |   |               |               |  |  |       |       |
|  |                |                |                  |   |                              |                              |               |   |                  |                  |                 |   |               |               |  |  |       |       |
|  |                |                |                  |   |                              |                              |               |   |                  |                  |                 |   |               |               |  |  |       |       |
|  |                |                |                  |   |                              |                              |               |   | Vasco da Gama    | 6                |                 |   |               |               |  |  |       |       |
|  |                |                |                  |   |                              |                              |               |   | Vasco da Gama    | 6                |                 |   |               |               |  |  |       |       |
|  |                |                | Ferrocarril BS   | 4 |                              |                              |               |   |                  |                  |                 |   |               |               |  |  |       |       |
|  |                | Ferrocarril SB | Ferrocarril BS   | 4 | 3                            |                              |               |   |                  | Vasco da Gama    | 4               |   |               |               |  |  |       |       |
|  |                |                |                  |   | 3                            |                              |               |   |                  | Vasco da Gama    | 4               |   |               |               |  |  |       |       |
|  |                |                | Antioquia        | 4 |                              |                              | Centauros     | 2 |                  |                  |                 |   |               |               |  |  |       |       |
|  | Centauros      | 4              | Antioquia        | 4 |                              |                              | Centauros     | 2 |                  |                  |                 |   |               |               |  |  |       |       |
|  | Centauros      | 4              |                  |   |                              |                              |               |   |                  |                  |                 |   |               |               |  |  |       |       |
|  |                |                | Antioquia        | 2 |                              |                              |               |   |                  |                  |                 |   |               |               |  |  |       |       |
|  | Antioquia      | 3              | Antioquia        | 2 |                              |                              | Vasco da Gama | 5 |                  |                  |                 |   |               |               |  |  |       |       |
|  | Antioquia      | 3              |                  |   |                              |                              | Vasco da Gama | 5 |                  |                  |                 |   |               |               |  |  |       |       |
|  | San Antonio    | 5              |                  |   | Sportivo Luqueño             | 2                            |               |   |                  |                  |                 |   |               |               |  |  |       |       |
|  | San Antonio    | 5              | 24 de Setiembre  | 8 | Sportivo Luqueño             | 2                            |               |   |                  |                  |                 |   |               |               |  |  |       |       |
|  |                |                | 24 de Setiembre  | 8 |                              |                              |               |   |                  |                  |                 |   |               |               |  |  |       |       |
|  |                |                | Palma Verde      | 4 |                              |                              |               |   |                  |                  |                 |   |               |               |  |  |       |       |
|  | Séptimo puesto | Séptimo puesto | Palma Verde      | 4 | Palma Verde                  | 4                            |               |   |                  |                  | 24 de Setiembre | 8 | Tercer puesto | Tercer puesto |  |  |       |       |
|  | Séptimo puesto | Séptimo puesto |                  |   | Palma Verde                  | 4                            |               |   |                  |                  | 24 de Setiembre | 8 | Tercer puesto | Tercer puesto |  |  |       |       |
|  |                |                |                  |   | San Antonio                  | 8                            |               |   | Sportivo Luqueño | 9                |                 |   |               |               |  |  |       |       |
|  | Ferrocarril SB | 5              | Sportivo Luqueño | 5 | San Antonio                  | 8                            | Centauros     | 4 | Sportivo Luqueño | 9                |                 |   |               |               |  |  |       |       |
|  | Ferrocarril SB | 5              | Sportivo Luqueño | 5 |                              |                              | Centauros     | 4 |                  |                  |                 |   |               |               |  |  |       |       |
|  | Palma Verde    | 9              |                  |   | San Antonio                  | 2                            |               |   | 24 de Setiembre  | 3                |                 |   |               |               |  |  |       |       |

| Bandera de Brasil |
| Vasco da Gama     |
| Campeón           |
| 4.to título       |